# KBS 뉴스 4
《KBS 뉴스 4》(KBS NEWS 4)는 대한민국 KBS 1TV에서 평일 오후 4시에 방송되었던 KBS 1TV의 오후 단신 뉴스 프로그램이다.

## 기획 의도
- 속보성 위주의 소식을 전하는 한국방송공사의 낮 뉴스 프로그램이다.
- 방송 상의 명칭은 KBS 뉴스, 외적으로는 KBS 4시 뉴스로 읽는다.
- 1997년 5월 19일부터 평일 오후 4시에 KBS 뉴스로 신설되어 15분간 낮 뉴스로 방송되었으며, 1997년 12월 31일에 1차 종영되었다가 2001년 11월 5일부터 재신설되어 10분간 방송되었고, 2003년 6월 23일부터 5분으로 단축되었다. 이후 2007년 4월 27일에 2차 종영되면서 KBS 오늘의 경제로 대체되었다가 2014년 9월 1일부터 평일 오후 3시에 재신설되어 10분간 방송되었고, 2015년 1월 2일부터 현재의 KBS 뉴스 4로 변경되어 평일 오후 4시로 환원되었으며, 2015년 4월 3일에 3차 종영되면서 KBS 오늘의 경제로 대체되었다.

## 방송 시간
- 1997년 5월 19일 ~ 1997년 12월 31일, 2001년 11월 5일 ~ 2007년 4월 27일, 2014년 9월 1일 ~ 2014년 12월 31일에는 KBS 뉴스로 방송되었다.
- 공휴일 및 특집 편성할 경우에는 방송하지 않으며, 공휴일, 특집 프로그램이 편성될 경우 방송시간이 변경된다.

| 방송 채널 | 방송 기간                          | 방송 시간                       |
| --------- | ---------------------------------- | ------------------------------- |
| KBS 1TV   | 1997년 5월 19일 ~ 1997년 12월 31일 | 평일 오후 4시 ~ 4시 15분 (15분) |
| KBS 1TV   | 2001년 11월 5일 ~ 2003년 6월 20일  | 평일 오후 4시 ~ 4시 10분 (10분) |
| KBS 1TV   | 2015년 1월 2일 ~ 2015년 4월 3일    | 평일 오후 4시 ~ 4시 10분 (10분) |
| KBS 1TV   | 2003년 6월 23일 ~ 2007년 4월 27일  | 평일 오후 4시 ~ 4시 5분 (5분)   |
| KBS 1TV   | 2014년 9월 1일 ~ 2014년 12월 31일  | 평일 오후 3시 ~ 3시 10분 (10분) |

## 과거 앵커
- 이상호(29기) (남) - KBS의 공채 29기 아나운서

### 역대 앵커

#### 남성
| 역대 | 진행자                       | 진행 기간                          | 비고  |
| ---- | ---------------------------- | ---------------------------------- | ----- |
| 1대  | 김태규(22기) 아나운서실 실장 | 1997년 5월 19일 ~ 1997년 12월 31일 |       |
| 2대  | 유지철 원주방송국장          | 2001년 11월 5일 ~ 2003년 6월 20일  |       |
| 3대  | 김태규(22기) 아나운서실 실장 | 2003년 6월 23일 ~ 2004년 12월 31일 | [ 1 ] |
| 4대  | 김희수(28기) 아나운서        | 2005년 1월 3일 ~ 2007년 1월 5일    |       |
| 5대  | 이상호(29기) 아나운서        | 2015년 1월 2일 ~ 2015년 4월 3일    |       |

#### 여성
| 역대 | 진행자                               | 진행 기간                          | 비고 |
| ---- | ------------------------------------ | ---------------------------------- | ---- |
| 1대  | 윤영미 前 아나운서                   | 1997년 5월 19일 ~ 1997년 12월 31일 |      |
| 2대  | 국혜정 아나운서실 한국어연구사업팀장 | 2007년 1월 8일 ~ 2007년 4월 27일   |      |
| 3대  | 조수빈 前 아나운서                   | 2014년 9월 1일 ~ 2014년 12월 31일  |      |

## 타이틀 변천사
| 역대 (기수) | 타이틀     | 방송 시간                                                                                              |
| ----------- | ---------- | --- |
| 1기         | KBS 뉴스   | 1997년 5월 19일 ~ 1997년 12월 31일 2001년 11월 5일 ~ 2007년 4월 27일 2014년 9월 1일 ~ 2014년 12월 31일 |
| 2기         | KBS 뉴스 4 | 2015년 1월 2일 ~ 2015년 4월 3일                                                                        |

## 경쟁 프로그램
- KBS 뉴스타임 (1400) (KBS 2TV)
- MBC 뉴스 (1500) (MBC)
- SBS 뉴스 (1500), SBS 이슈 인사이드 (SBS)